# Chiloljá
Chiloljá är en ort i Mexiko.   Den ligger i kommunen San Juan Cancuc och delstaten Chiapas, i den sydöstra delen av landet, 800 km öster om huvudstaden Mexico City. Chiloljá ligger 1 602 meter över havet och antalet invånare är 2 415.
Terrängen runt Chiloljá är kuperad österut, men västerut är den bergig. Terrängen runt Chiloljá sluttar norrut. Runt Chiloljá är det ganska tätbefolkat, med 75 invånare per kvadratkilometer. Närmaste större samhälle är Pantelhó, 14,2 km norr om Chiloljá. I omgivningarna runt Chiloljá växer i huvudsak städsegrön lövskog.